# Doris (album d'Earl Sweatshirt)
Pour les articles homonymes, voir Doris.
Albums de Earl Sweatshirt
Earl
(2010) I Don't Like Shit, I Don't Go Outside
(2015)
Singles
1. Chum
Sortie : 2 novembre 2012
2. Whoa
Sortie : 12 mars 2013
3. Hive
Sortie : 16 juillet 2013

Doris est le premier album studio d'Earl Sweatshirt, sorti le 20 août 2013.
L'album a été accueilli favorablement par la critique, Metacritic lui attribuant la note de 82 sur 100.
HipHopDX a classé Doris parmi les « 25 meilleurs albums de l'année 2013 », Pitchfork à la 19e place du « Top 50 des albums de 2013 » et le magazine Rolling Stone à la 42e place des « 50 meilleurs albums de l'année 2013 ».

## Liste des titres
| No  | Titre                                                                                          | Contient un (des) sample(s) de      | Durée |
| --- | ---------------------------------------------------------------------------------------------- | ----------------------------------- | ----- |
| 1.  | Pre (featuring SK La' Flare – Produit par Michael « Uzi » Uzowuru)                             |                                     | 2:52  |
| 2.  | Burgundy (featuring Vince Staples – Produit par Pharrell Williams)                             | The Spirit of Truth (vidéo YouTube) | 2:07  |
| 3.  | 20 Wave Caps (featuring Domo Genesis – Produit par Samiyam)                                    |                                     | 2:12  |
| 4.  | Sunday (featuring Frank Ocean – Produit par randomblackdude et Frank Ocean)                    |                                     | 3:26  |
| 5.  | Hive (featuring Vince Staples et Casey Veggies – Produit par randomblackdude et Matt Martians) |                                     | 4:37  |
| 6.  | Chum (Produit par randomblackdude, Christian Rich et Pharrell Williams)                        |                                     | 4:04  |
| 7.  | Sasquatch (featuring Tyler, The Creator – Produit par Tyler, The Creator)                      |                                     | 2:48  |
| 8.  | Centurion (featuring Vince Staples – Produit par Christian Rich)                               | A Divine Image de David Axelrod     | 3:04  |
| 9.  | 523 (Produit par randomblackdude)                                                              |                                     | 1:32  |
| 10. | Uncle Al (Produit par The Alchemist)                                                           |                                     | 0:53  |
| 11. | Guild (featuring Mac Miller – Produit par randomblackdude)                                     |                                     | 3:54  |
| 12. | Molasses (featuring RZA – Produit par RZA et Christian Rich)                                   | Rose Len de Lennie Hibbert          | 2:16  |
| 13. | Whoa (featuring Tyler, The Creator – Produit par Tyler, The Creator)                           | Rain, Rain, Go Away de Bob Azzam    | 3:16  |
| 14. | Hoarse (Produit par BadBadNotGood)                                                             |                                     | 3:52  |
| 15. | Knight (featuring Domo Genesis – Produit par Christian Rich)                                   | I've Changed des Magictones         | 3:14  |